# 吉尔多·阿雷纳
吉尔多·阿雷纳（義大利語：Gildo Arena，1921年2月25日—），意大利前男子水球运动员。他曾代表意大利国家队参加1948年和1952年夏季奥林匹克运动会水球比赛，共收获一枚金牌和一枚铜牌。